# Tipula (Microtipula) schwarzmaieri
Tipula (Microtipula) schwarzmaieri is een tweevleugelige uit de familie langpootmuggen (Tipulidae). De soort komt voor in het Neotropisch gebied.